# Telefonia podwodna
Telefonia podwodna – sposób bezprzewodowej komunikacji werbalnej używany do komunikacji zanurzonego okrętu podwodnego z innymi okrętami podwodnymi lub innymi jednostkami pływającymi. Tego rodzaju systemy komunikacyjne działają dzięki wykorzystaniu przetworników akustycznych do transmisji i odbioru sygnału dźwiękowego, które mogą być zainstalowane na kiosku okrętu. Aranżacja przetworników akustycznych takiego systemu jest zwykle podobna do sposobu aranżacji echosondy.
Zastosowanie telefonii podwodnej jest zwykle ograniczone do zapewnienia komunikacji podczas ćwiczeń z towarzyszącą okrętowi jednostką zabezpieczenia. Z uwagi na łatwość przechwycenia i monitorowania tego rodzaju komunikacji przez przeciwnika, telefonia podwodna nie ma jednak dużego znaczenia taktycznego.